# Jean de Beaumont (1288-1356)
Pour les articles homonymes, voir Jean de Beaumont (homonymie) et Beaumont.
Jean de Beaumont (v. 1288 – 11 mars 1356) est un des fils de Jean Ier de Hainaut. Sa vie est une suite ininterrompue de combats et d'aventures, qui le placent au premier rang des preux du Moyen Âge.

## Biographie

### Famille et apanages
Jean de Beaumont est né Jean de Hainaut, seigneur de Noordwijk, Gouda et Schoonhoven. Il est le plus jeune fils de Jean Ier de Hainaut, dit Jean II d'Avesnes, comte de Hainaut, et de Philippine de Luxembourg. Il possède les seigneuries de Beaumont, de Valenciennes et de Condé.

### Médiateur entre Angleterre et France
À l'été 1326, la reine Isabelle de France vient trouver refuge à la cour de Guillaume Ier de Hainaut et cherche à obtenir son soutien pour sa prochaine expédition en Angleterre, qui vise à renverser son époux despotique, Édouard II. Bien que Guillaume soit réticent à l'idée d'assister Isabelle et les rebelles anglais, il change d'avis lorsque celle-ci lui propose le mariage de son fils aîné Édouard de Windsor avec Philippa, dernière des filles de Guillaume. Édouard et Philippa sont fiancés le 27 août 1326, tandis que Isabelle prépare sa campagne pour abattre Édouard II. Guillaume accepte de verser immédiatement la dot de sa fille à Isabelle, pour qu'elle puisse financer son invasion. Par ailleurs, Jean de Beaumont reçoit l'autorisation de son frère de lever une troupe de mercenaires au service de la reine d'Angleterre. L'invasion de l'Angleterre à l'automne 1326 est un succès : le roi Édouard II est capturé et contraint d'abdiquer en janvier 1327 en faveur de son fils aîné Édouard de Windsor, qui monte sur le trône sous le nom d'Édouard III.
En décembre 1327, Jean de Beaumont retourne au Hainaut pour y venir chercher sa nièce Philippa. Ils accostent en Angleterre peu après. La princesse Philippa et le roi Édouard III sont mariés à York le 24 janvier 1328. Ce mariage place Jean de Beaumont dans une position d'intermédiaire entre Édouard III et son beau-frère Philippe de Valois, qui monte quelques semaines plus tard sur le trône de France sous le nom de Philippe VI, et ce au détriment d'Édouard III, plus proche parent du défunt Charles IV le Bel. Jean de Beaumont répond à l'appel de Philippe VI, qui est son suzerain, lorsqu'il part affronter les rebelles flamands à la bataille de Cassel en août 1328. Peu après, Jean de Beaumont est présent en juin 1329 lorsque Édouard III vient à la cour de France rendre solennellement l'hommage à Philippe VI pour ses possessions continentales en Guyenne.

### Ascension au Hainaut
Jean de Beaumont régit périodiquement le Hainaut pendant les absences de son frère Guillaume, jusqu'à la mort de ce dernier en 1337. En 1340, il est régent des comtés de Hollande et de Zélande pour le compte de son neveu Guillaume IV de Hollande. En 1345, il mène une expédition en Frise avec son neveu. À la bataille de Warns en Frise, le 26 septembre 1345, Guillaume est tué, alors que son oncle réussit à s'échapper. Jean de Beaumont réclame son droit de succession sur les trois comtés de Hollande, Zélande et Frise, mais la succession va à sa nièce, la sœur de Guillaume IV, Marguerite II, qui est mariée, depuis le 25 février 1324, à Louis IV de Wittelsbach, duc de Bavière, roi des Romains en 1314, puis sacré empereur en 1328.

### Au service de la France
Jean de Beaumont quitte alors les Pays-Bas et rentre en France. Après avoir longtemps soutenu les Anglais, il se range du côté du roi de France le 21 mars 1346. Il se trouve le 26 août 1346 à la bataille de Crécy auprès de Philippe VI de Valois, qu'il réussit à sortir de la mêlée et du champ de bataille si désastreux pour les Français, et lui sauve la vie. Jean de Beaumont est encore aux côtés de Philippe VI, quand le roi de France tente vainement de faire lever le siège de Calais en 1346-1347.

### Dernières années
Par la suite, Jean de Beaumont réside à la cour de Marguerite Ire de Bourgogne, fille cadette du roi Philippe V le Long et de la comtesse Jeanne II de Bourgogne et d'Artois. Jean de Beaumont décède à Valenciennes le 11 mars 1356, et est enseveli dans le couvent des Cordeliers.

## Patron des arts
Jean de Beaumont encourage les lettres. On peut penser, en particulier, que c'est avec ses recommandations que Jean Froissart, issu d’une famille de Beaumont fixée à Valenciennes, se présente au cours des années 1350 à la cour de Philippe de Hainaut, où il devient poète et historien officiel.

## Mariages et descendance
Il épouse, peu avant le 23 janvier 1317 Marguerite de Nesle, comtesse de Soissons, dame de Chimay, fille et héritière de Hugues de Nesle, comte de Soissons. Il devient alors comte de Soissons du droit de sa femme. Ils auront au moins une fille, Jeanne de Beaumont, née en 1323, qui succède à sa mère comme comtesse de Soissons en 1344, avant de mourir de la peste en décembre 1350. Jeanne est mariée en 1336 à Louis de Châtillon, comte de Blois, tué à Crécy le 26 août 1346, puis en secondes noces, avant le 13 février 1348, à Guillaume Ier de Namur.
Jean de Beaumont a eu un fils bâtard, pour qui il a acheté le manoir de Treslong en Picardie. De ce fils descendent les Bloys van Treslong, famille qui a compté quatre amiraux de la marine néerlandaise.